# Viditelnost

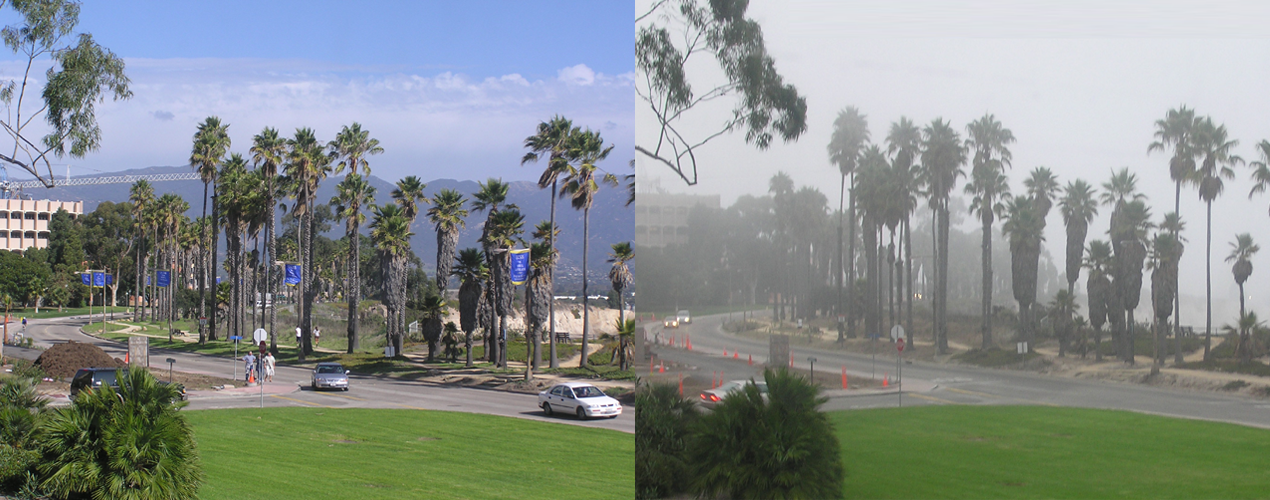
Porovnání viditelnosti za slunečného a mlhavého počasí, Santa Barbara, Kalifornie

Viditelnost je v meteorologii vyjádřena vodorovnou vzdáleností na kterou lze spatřit objekty nebo zdroj světla. Viditelnost je důležitým parametrem pro silniční, námořní i leteckou dopravu. V meteorologii se pojem viditelnosti vztahuje k vlastnostem atmosféry v daném místě; viditelnost v noci i ve dne je při stejném jejím složení stejná. Mimo meteorologii se za omezení viditelnosti někdy považuje i nedostatek světla, například v noci nebo v neosvětleném uzavřeném prostoru.

## Letectví
V letectví se pojmem viditelnost označuje větší z těchto vzdáleností:
a) vzdálenost na níž je možno vidět a rozpoznat černý objekt dostatečných rozměrů nacházející se poblíž zemského povrchu proti jasnému pozadí,
b) vzdálenost na níž lze vidět a rozpoznat světelný zdroj o svítivosti 1000 kandel umístěný před neosvětleným pozadím.
Viditelnost běžně omezují atmosférické srážky (déšť, sníh, kroupy apod.) a aerosoly rozptýlené ve vzduchu včetně mlhy, prachu a znečišťujících látek. V ideálních podmínkách s velmi čistým vzduchem (např. v polárních nebo horských oblastech) může viditelnost dosáhnout až 100 kilometrů i více.

## Pravidla silničního provozu
V českých pravidlech silničního provozu je snížená viditelnost definována jako situace, kdy „účastníci provozu na pozemních komunikacích dostatečně zřetelně nerozeznají jiná vozidla, osoby, zvířata nebo předměty na pozemní komunikaci, například od soumraku do svítání, za mlhy, sněžení, hustého deště nebo v tunelu“ (§ 2 zák. 361/2000 Sb.).